# Gloria (1999)
Gloria ist ein Gangsterfilm des amerikanischen Regisseurs Sidney Lumet mit Sharon Stone in der Titelrolle. Der Film von 1999 ist eine Neuverfilmung von Gloria, die Gangsterbraut (1980), dessen Drehbuch John Cassavetes schrieb, der auch Regie führte.

## Handlung
Nach dreijährigem Gefängnisaufenthalt für ein Verbrechen, das sie nicht begangen hat, wird die hübsche Enddreißigerin Gloria entlassen. Sie kehrt zu ihrem damaligen Freund, dem Gangster Kevin, nach New York zurück. Sie hat ihn in dieser ganzen Zeit nicht verraten, obwohl er sie nicht ein einziges Mal im Gefängnis besucht hat. Als sich jetzt auch noch herausstellt, dass sie noch nicht einmal mit einer adäquaten Bezahlung für ihr Schweigen rechnen kann, bricht sie endgültig mit ihm.
Kevin hat derweil ganz andere Sorgen. Denn der Buchhalter Jack Jesús Nuñez hat gerade versucht, ihn und seinen Boss Ruby mit einer Diskette zu erpressen, auf der wichtige Informationen über die Gangsterorganisation gespeichert sind. Nuñez kann seinem sechsjährigen Sohn Nicky gerade noch die Diskette übergeben, bevor der Killer Sean mit Nuñez und seiner gesamten Familie kurzen Prozess macht. Doch auch Nicky gerät samt Diskette in die Hand der Verbrecher.
Gloria taucht gerade in der Wohnung der Gangster auf, als diese darüber diskutieren, ob sie den kleinen Nicky, nun, da sie die Diskette haben, ebenfalls umbringen sollen. Doch das weckt selbst in Gloria, die von sich sagt, dass sie Kinder nicht mag, Mutterinstinkte. Voller Ärger über ihren ehemaligen Freund greift sie sich den Jungen, hält ihre ehemaligen Komplizen mit einer Waffe im Schach und entkommt mit dem Kind, das sich zuvor noch die Diskette zurückholt.
Nun beginnt eine rasante Flucht des ungleichen Paars durch New York, auf ihren Fersen die halbe New Yorker Unterwelt und einige korrupte Polizisten und Geschäftsleute, gegen die die beiden am Ende keine Chance haben. Als Nicky – allerdings ohne Diskette – wieder in Kevins Hände fällt, entschließt sich Gloria zu einem letzten verzweifelten Schritt. Sie nimmt Kontakt mit dem Gangsterboss Ruby auf, ihrem ehemaligen Geliebten, und macht mit ihm einen Deal: Nickys und ihr Leben gegen die Diskette. Erst als der akzeptiert, ist der Spuk endgültig vorbei.
Am Ende ist Gloria der naseweise kleine Asthmatiker Nicky sogar so sehr ans Herz gewachsen, dass sie ihn von der Klosterschule, in der sie ihn auf Betreiben eines Priesters unterbringen konnte, entführt und mit ihm ein neues Leben beginnen will.

## Kritiken
TV Movie 16/1999 schrieb, Sharon Stone wirke „atemberaubend sexy“, kritisierte aber das Drehbuch. Cinema 8/1999 bezeichnete den Film als „lächerlich“. TV Spielfilm 16/1999 schrieb, das Remake sei schlechter als das Original.
James Berardinelli schrieb auf ReelViews, den Charakter von Gloria könne man nicht als „realistisch“ ansehen. Er lobte die Darstellung von Jean-Luke Figueroa aber kritisierte einige andere Darstellungen wie die von Jeremy Northam, George C. Scott und vor allem jene von Sharon Stone, die den Film „unfreiwillig komisch“ machen würde.

## Auszeichnungen
Sharon Stone wurde bei der Verleihung der Goldenen Himbeere am 25. März 2000 für ihre Darstellung der Gloria in der Kategorie „Schlechteste Schauspielerin 1999“ nominiert.